# Блиц
Лондонският Блиц или само Блиц са германски бомбардировки над Лондон и други градове през 1940 и 1941 г. по време на Втората световна война. Въпреки че блицът е насочен към много градове в цялата страна, той започва с бомбардировките на Лондон в продължение на 57 последователни нощи. До края на май 1941 г. повече от 40 000 цивилни, половината от които в Лондон, са убити при бомбардировките. Голям брой къщи в Лондон биват разрушени или повредени. Целта на Хитлер е да унищожи индустрията и да извади Великобритания от войната. За тази цел освен Лондон са бомбардирани и други важни военни и индустриални центрове като Белфаст, Бирмингам, Бристол, Кардиф, Клайдбанк, Ковънтри, Ексетър, Гринок, Шефилд, Суонзи, Ливърпул, Кингстън и други.
Терминът „блиц“ е използван за пръв път от британската преса като съкращение на Blitzkrieg (светкавична война).
Германците провеждат масирани въздушни атаки срещу индустриални цели и градове започвайки с нападения над Лондон в края на битката за Великобритания през 1940 г., битка за въздушно превъзходство над Обединеното кралство в светлата част на деня между Луфтвафе и Кралските военновъздушни сили.

## Предпоставки

### Луфтвафе и стратегически бомбардировки
През 1920 – 1930 г. военните теоретици Джулио Дует и Били Мичъл поддържат идеята, че с мощни военновъздушни сили една война може да бъде спечелена без битка по суша или море. Смятало се, че е невъзможно да се защити срещу въздушно нападение, особено през нощта. Нападателите могат да унищожат военни фабрики, щабове и комуникационни центрове, ефективно унищожавайки всички средства за съпротива. Също така се смята, че бомбардирането на жилищни райони ще помогне да се сломи волята на цивилните, което ще доведе до колапс на производството и обществения живот. Особено уязвими в този смисъл са демократичните държави, където населението може открито да изразява недоволство от правителството. Между двете световни войни подобно мислене се разпространява в британските и американските военновъздушни сили. Британските ВВС по-специално се опитват да постигнат победа чрез унищожаване на фабрики, комуникационни центрове и граждански дух.
Луфтвафе е по-резервиран по отношение на стратегическите бомбардировки. Върховното командване на Луфтвафе не се противопоставя на бомбардировките на вражески градове и фабрики и вярва, че това може значително да промени баланса на силите спрямо Германия, тъй като възпрепятства производството и унищожава гражданското общество. Военните лидери обаче не вярват, че самата авиация може да има решаващо влияние върху изхода на войната. Противно на общоприетото схващане, Луфтвафе не се придържа към така наречената политика на „въздушен терор“. Луфтвафе не приема до 1942 г. политика на бомбардировки, при която цивилните са основна цел.
Важни производствени и транспортни центрове, които трябваше да бъдат неутрализирани, са военни цели. Може да се твърди, че цивилните не е трябвало да бъдат атакувани директно, но прекъсването на производството е трябвало да повлияе на техния морал и воля за битка. Германските правни учени през 1930 г. внимателно разработват принципи, установяващи какви видове бомбардировки ще отговарят на международното право. Директните атаки срещу цивилни се считат за „въздушен терор“, но атаките срещу важни военно-промишлени предприятия, които могат да доведат до цивилни жертви, се считат за приемливи..
Националсоциалистите идват на власт и до 1939 г. в германското военно командване бушуват дискусии за ролята на стратегическите бомбардировки. Някои призовават за бомбардиране на британските и американските отбранителни линии. Валтер Вефер, първият началник на Генералния щаб на Луфтвафе, подкрепя стратегическите бомбардировки и изграждането на превозни средства за тази цел. Той подчертава значението на авиацията и очертава пет ключови цели за използването на въздушна мощ:

1. Унищожете военновъздушните сили на врага, като атакувате неговите бази и авиационни фабрики и победете военновъздушните сили на всички врагове на Райха.
2. Предотвратете движението на големи сухопътни сили на врага, като унищожите железопътни линии и пътища, по-специално мостове и тунели, които са необходими за движението и снабдяването на сили.
3. Поддържайте операциите на сухопътна армия.
4. Поддържайте военноморските операции, като атакувате вражески военноморски бази, защитавате германски военноморски бази и участвате директно във военноморски битки.
5. Парализирайте въоръжените сили на врага, като спрете производството във военни предприятия.

Вефер твърди, че Генералният щаб на Луфтвафе трябва да разбира нещо повече от въпроси на стратегията и операциите. Той твърди, че общата стратегия, военната икономика, военното производство и изучаването на врага също трябва да се имат предвид. Идеите на Вефер не са реализирани. Генералният щаб на Луфтвафе измества предлаганите от него дисциплини на заден план, а Въздушната академия се фокусира върху тактиката, технологията и оперативното планиране.
Вефер загива в самолетна катастрофа през 1936 г. Неуспешното осъществяване на идеите му се дължи до голяма степен на действията на неговите наследници. Обикновено се смята, че ветераните от сухопътните сили Алберт Кеселринг и Ханс-Юрген Щумпф са се отказали от стратегическото планиране и са прехвърлили силите на Луфтвафе към пряка подкрепа на сухопътните сили. Все пак може да се счита, че Уго Сперле и Ханс Йешонек имат най-голямо влияние върху това решение. Тези мъже са опитни пилоти, служили във ВВС от самото начало на кариерата си. Луфтвафе променя първоначалната си мисия – вместо да води самостоятелни операции, командването предпочита да действа съвместно с други видове войски.

### Хитлер, Гьоринг и военновъздушните сили
През 1930-те години Хитлер не успява да отдели толкова внимание на стратегията на бомбардировките, колкото на защитата срещу вражески бомбардировки, въпреки че насърчава развитието на въздушната мощ и признава, че бомбардировачите могат да се използват за стратегически цели. През 1939 г. той казва на щаба, че безмилостните атаки на Луфтвафе срещу сърцето на британската воля могат и трябва да бъдат извършени в подходящия момент. Въпреки това, той бързо се превръща в открит скептик по отношение на стратегическите бомбардировки, особено след резултатите от Блиц. Той често се оплаква от неспособността на Луфтвафе да навреди достатъчно на военната индустрия, като казва, че „Въздушните нападения не могат ефективно да нарушат военната индустрия ... често планираните цели не се атакуват.“
Когато планира военните кампании, Хитлер не настоява Луфтвафе да планира стратегически бомбардировки и дори никога не дава конкретни инструкции на щаба за необходимостта от подготовка за война с Великобритания или СССР. Обучението на хора, способни да провеждат тактически операции, е минимално и Хитлер като върховен главнокомандващ не настоява за такова обучение.
В крайна сметка Хитлер попада в капана на собствената си визия за бомбардировките като средство за терор, развита през 1930-те години, когато заплашва малките нации с бомбардировки, освен ако не приемат немското господство. Този факт има важни последици. Това показва, че Хитлер е възприел стратегията на бомбардировките като средство за унищожаване на морала на обществото, а не като средство за водене на икономическа война. Хитлер е привлечен от политическите аспекти на бомбардировките. Въз основа на резултатите от 1930-те години той очаква, че заплахата от германско отмъщение ще разубеди противниците му да следват политика на неограничено бомбардиране на Германия. Той се надява, въз основа на политическия престиж на Германия и че германското население ще бъде защитено от бомбардировки. Когато това не се осъществява, той, страхувайки се да не запази властта, започва да провежда политика на терор срещу Великобритания, с цел да създаде ситуация, в която и двете страни да спрат да използват военновъздушните сили.

### Британската реакция
В очакване на нападенията на 1 септември 1939 г. във Великобритания е обявено спиране на тока. Британската пропаганда също препоръчва на собствениците на домашни любимци да изяждат домашните си любимци, за да избегнат гладната смърт. Повече от 750 000 кучета и котки са били убити и изядени през този период. Много собственици на домашни любимци, след като преодоляват страховете от бомбени атентати и недостиг на храна, съжаляват, че са убили своите домашни любимци и обвиняват британското правителство, че е причинило истерията.

## Бомбардировки
В нощта на 25 август 1940 г. десет немски самолета се отклоняват от курса и по погрешка хвърлят бомби в покрайнините на Лондон. В отговор на това през нощта на 25 срещу 26 август 1940 г. британските самолети бомбардират Берлин. До 7 септември са извършени седем нападения на германската столица.
„Блицът“ над Лондон е обявен за акт на отмъщение за нападенията над Берлин. Той започва в нощта на 6 срещу 7 септември 1940 г. и нападенията продължават непрекъснато до 13 ноември 1940 г.
Най-голямата бомбардировка на Лондон се случва на 7 септември, когато атакуват повече от 300 бомбардировача. До сутринта на 8 септември 430 лондончани са убити, а Луфтвафе издава прессъобщение, в което се посочва, че над хиляда тона бомби са били хвърлени над Лондон в рамките на 24 часа. Общо 7320 тона бомби са хвърлени над Южна Англия през септември 1940 г., включително 6224 тона върху Лондон.
На 29 декември се провежда най-масовото нападение в района на лондонското Сити. Много сгради са разрушени, а катедралата Свети Павел е повредена. Същата нощ загиват около 8 хиляди лондончани.
На 10 май 1941 г. Лондон е подложен на последното мощно въздушно нападение. Има 2000 пожара, а 150 водопровода са унищожени. Пет дока са тежко повредени и 3000 души са убити и ранени. По време на това нападение сградата на парламента също е силно повредена.
Общо по време на Лондонския блиц загиват повече от 43 хиляди души, а около 1,4 милиона души губят домовете си. Основният удар пада върху източната част на столицата – Ийст Енд, където се намират основните фабрики и пристанищни докове. Берлин се надява, че чрез бомбардиране на Ийст Енд в бедните пролетарски райони ще бъде възможно да се създаде разцепление в британското общество.
Бомби с голям калибър причиняват значителни щети на язовири и други хидравлични съоръжения, защитаващи Темза. Отбелязани са повече от сто значителни щети, заплашващи да наводнят ниските части на Лондон. За да предотвратят бедствие, градските комунални услуги извършват редовни възстановителни работи. За да се избегне паника сред населението, работата се извършва при строга секретност. За успешното управление на работата инженер Пиърсън Франк е удостоен със званието рицар.
За първи път електронната война изиграва значителна роля в противодействието на по-нататъшни въздушни удари. За нанасяне на точен удар през нощта, в условията на пълно затъмнение, германските пилоти се ръководят от радиосигнали от стационарни радиофарове на територията на окупирана Франция. Британците се научават да дават фалшив сигнал, принуждавайки германците да хвърлят бомби на фалшиво място или да навигират, без да използват своето (уж дефектно) оборудване. За да се получи информация за радиооборудването на германските радиомаяци, са извършени саботажи на брега.

## Гражданска защита
Още през 1938 г. лондончани започват да бъдат обучавани как да се държат по време на нападения. Метростанциите и мазетата на църквите биват превърнати в бомбоубежища.
До началото на лятото на 1940 г. британските власти решават да евакуират децата от големите градове като потенциални цели за бомбардировки в провинцията. За година и половина два милиона деца са отведени от градовете. Децата на лондончани са заселени в имоти, селски къщи и санаториуми. Много от тях остават далеч от Лондон през цялата война.

## Споменавания в литературата
- Действията на романа на Греъм Грийн „Офисът на страха“ се развиват в Лондон по време на бомбардировките на Великобритания.
- Главните герои от „Лъвът, Вещицата и дрешникът“ на Клайв Стейпълс Луис се оказват евакуирани в провинцията от Лондон, за да избягат от бомбардировките.